# Sven Stridsberg
Sven Åke Stridsberg, född 24 december 1922 i Danmark, död 5 januari 2017 i Karlskrona, var en svensk friidrottare med medel- och långdistanslöpning som huvudgren. Under sin aktiva tid vann Stridsberg flera mästerskapstitlar och satte 1 världsrekord.

## Meriter
Sven Stridsberg tävlade för Malmö Allmänna Idrottsförening (MAI), han tävlade främst i stafettlöpning, men även medeldistanslöpning.
1945 satte Stridsberg svenskt rekord i stafettlöpning 4 x 1500 meter (med Gösta Jacobsson, Sven Stridsberg som andre löpare, Lennart Strand och Gunder Hägg) med tiden 15 min, 38,6 sek vid SM-tävlingar i Norrköping den 29 juli. Segertiden var också världsrekord i grenen.
1950 blev Stridsberg åter svensk mästare i stafettlöpning 4 x 1500 meter (med Sven Stridsberg som första löpare, Bertil Ljungkvist, Gunnar Karlsson, och Lennart Strand) med tiden 15 min, 58,8 sek vid SM-tävlingar i Stockholm den 15 juli.